# Тунгусла (приток Нерды)
Тунгусла (в низовье Мука) — река в России, протекает по Ярковскому району Тюменской области. Устье реки находится в 58 км по левому берегу реки Нерда. Длина реки составляет 36 км. Протекает через озёра Нижний Утаркуль и Баур.
Система водного объекта: Нерда → Тобол → Иртыш → Обь → Карское море.

## Данные водного реестра
По данным государственного водного реестра России относится к Иртышскому бассейновому округу, водохозяйственный участок реки — Тобол от впадения реки Исеть и до устья, без рек Тура, Тавда, речной подбассейн реки — Тобол. Речной бассейн реки — Иртыш.
Код объекта в государственном водном реестре — 14010502612111200008603.